# Bardsea
Bardsea – wieś w Anglii, w Kumbrii. Leży 83 km na południe od miasta Carlisle i 354 km na północny zachód od Londynu.